# Stumsnäs
Stumsnäs är en by vid Siljan i Rättviks socken i Rättviks kommun. SCB har för bebyggelsen i byn och dess grannby Västra byn avgränsat en småort namnsatt till Stumsnäs och Västra byn. 
I Stumsnäs ingår två mindre byar, Västra byn och Östra byn där Östra byn inte ingår i småorten. I Östra byn finns en ångbåtsbrygga.
I Stumsnäs ligger Skräddargården.